# 2028 dans les chemins de fer
 (août 2021).
 (août 2021).
Si vous disposez d'ouvrages ou d'articles de référence ou si vous connaissez des sites web de qualité traitant du thème abordé ici, merci de compléter l'article en donnant les références utiles à sa vérifiabilité et en les liant à la section « Notes et références ».
 (2028).
| Années des chemins de fer : 2025 - 2026 - 2027 - 2028 - 2029 - 2030 - 2031    |
| Décennies des chemins de fer : 1990 - 2000 - 2010 - 2020 - 2030 - 2040 - 2050 |

## Évènements prévus[Par qui ?]

### Métro de Paris
- Début du chantier pour le prolongement de la ligne 1.
- Mise en service des MF 19 sur la ligne 3 et réforme de quelques MF 67.
- Mise en service des MF 19 sur la ligne 7 et réforme de quelques MF 77.
- Mise en service des MF 19 sur la ligne 8 et réforme de quelques MF 77.
- Mise en service des MF 19 sur la ligne 12 et réforme de quelques MF 67.
- Prolongement de la ligne 16 de Clichy Montfermeil et Noisy-champs.
- Prolengement de la ligne 17 de le Bourget aéroport au Parc des expositions.

### Métro de Toulouse
- Mise en service de la ligne C.